# Carlos Terry
Carlos Fernando Terry, (nacido el 22 de junio de 1956 en Lexington, Carolina del Norte y fallecido el 12 de marzo de 1989 en Condado de Prince George, Maryland) fue un jugador de baloncesto estadounidense. Con 1.96 de estatura, su puesto natural en la cancha era el de escolta.